# Foltin Jolán
Foltin Jolán (Budapest, 1943. szeptember 13. – Budapest, 2019. október 27.) a Nemzet Művésze címmel kitüntetett, Kossuth– és Erkel Ferenc-díjas magyar koreográfus-rendező, táncművész, táncpedagógus. Gyermekei Novák Eszter, Novák Péter, Pavelka Sára.

## Élete és pályafutása
1943-ban született Kőbányán, itt nevelte fel őt egyedül édesanyja, Foltin Ida, aki Szabadkáról származott. A néptánccal még gyermekkorában, Kőbányán találkozott először.
Közel hat évtizedes aktív tevékenysége rendkívüli a magyar néptánckultúra modern kori történetében: pedagógiai és módszertani munkája teremtette meg a műfaj szervezett utánpótlásának lehetőségét, országos, sokgenerációs hálózatát. A Magyar Művelődési Intézet munkatársaként kollégáival ő alapította meg az Örökség Gyermek Népművészeti Egyesületet. Módszertani kiadványait a mai napig használják óvodákban, iskolákban táncpedagógusok országszerte. Gyermekeknek készült színpadi művei egyedülállóak a magyar táncművészetben. Foltin Jolán volt az egyik kitalálója és szervezője az első budapesti táncháznak, az első – a mozgalom későbbi névadó — eseményének egyik házigazdája.
Életművét a magyar népművészethez, folklórhoz való viszonya, mély ismerete és különleges megközelítése határozta meg. Műveiben emberi történeteket , kapcsolatokat , sokszor női sorsokat fogalmazott meg: korát megelőző bátorsággal beszélt nőként a nőkről; társas és társadalmi szerepeinkről, együttélésünk vélt, vagy valós szabályairól, a Kárpát-medence történelmének kiszolgáltatott emberéletekről. Anyanyelve a folklór volt, de ezt a nyelvet olyan személyes, alanyi beszédmóddal használta, hogy az műveiben költészetté vált.
Alkotói életének két fő színhelye és műhelye a Novák Ferenc által alapított Bihari János Táncegyüttes (melynek tagja 1960-tól, művészeti vezetője 1982-91-ig, mentora haláláig volt ) és a Honvéd Táncszínház, ahol több évtizeden keresztül, annak megszűnéséig, alkotta olyan jelentős műveit, mint az Asszonyok könyve, Harangok, a Lagzi, Ki népei vagytok, Bartók útjain, A tánczmester.
Koreográfus tanítványai sokasága képviseli alkotói látásmódját, hatása az utána jövő generációkra megkérdőjelezhetetlen. Közösség-teremtő személyiségének ereje példaadó.

Műveinek sokszor nyújtottak alapanyagot, ihletet olyan jelentős magyar írók, mint Kiss Anna, Kormos István, Nagy László,  Szilágyi Domokos, Szakonyi Károly, Dobozi Eszter, Balogh Robert. Életének utolsó évtizedében független alkotóként dolgozott, elsősorban tanítványaival: a MÜPA és a Budapesti Tavaszi Fesztivál 2016-ban mutatta be Elmúlik/ Táncdráma a kitelepítések idejéből és 2018-ban Feketetó című műveit. Mozgékony, kiapadhatatlan alkotói tevékenységére jellemző, hogy 2014-ben, hetvenegy éves korában, a Táncművészek Szövetsége az Évad legjobb alkotója díjjal tüntette ki.   

## Színházi munkái
A Színházi Adattárban regisztrált bemutatóinak száma: színészként 1; rendezőként 2; koreográfusként 13; jelmeztervezőként pedig 1.

### Színészként
- Németh László: Gyász....

### Rendezőként
- Kiss Anna: A Holdnak háza van (1992)
- Kiss Anna: Bánomfai bolondulás (1993)
- Elmúlik/ Táncdráma a kitelepítések idejéből (2016)
- VANmeSE (2017)
- Feketetó (2018)

### Koreográfusként
- Novák-Polner: Boszorkányok, varázslatok (1987)
- Bock: Hegedűs a háztetőn (1992–1993)
- Kiss Anna: A Holdnak háza van (1992)
- Kiss Anna: Bánomfai bolondulás (1993)
- Novák Ferenc: A csodaszarvas (1996)
- Csepreghy Ferenc: A sárga csikó (1997)
- Kiss Ferenc: A falu rossza (1999)
- Kárpáti Péter: A negyedik kapu (2004)
- Örkény István: Pistipistipistipisti (2006)
- Rejtő Jenő: Az öldöklő tejcsarnok (avagy piszkos Fred nem lép közbe sajnos) (2007)
- Kodály Zoltán: Háry János (2007)

### Jelmeztervezőként
- Stoller Antal: Vásár avagy nemzetközi sokadalom Szegeden (1979)

### Egyéb színházi munkái
- Asszonyok könyve
- Bartók útjain
- Bölcsőcske
- Bihari képeskönyv
- Celestina, avagy Calisto és Melibea tragikomédiája
- Egy élet e tánc...
- Fekete gyöngyök
- Fekete-piros...tánc
- Fénylik titka keresztfának
- Gyermekem, édes
- Harangok
- Ki népei vagytok... I.-II.
- Mondóka
- Örök szertartás
- Párbeszéd
- Széki pár
- Szerelem, szerelem
- Táncban orcád pirulása
- A Tánczmester
- Tetszikezés
- Ugrós
- Zene-bona, szana-szét

## Filmjei
- Gyász (1972) (színész)
- Y.E.S. (1994) (koreográfus)
- Lagzi (2001) (koreográfus)

## Könyvek
- Két játék egy tánc. A gyermektánc-antológia '81 műsorából; szerk. Foltin Jolán, Csík Istvánné, Osskó Endréné, Gyalog László; Népművelési Intézet, Bp., 1982 (Játéka)
- Perdül a szoknya. A gyermektánc-antológia '82 műsorából; szerk. Foltin Jolán, a táncokat lejegyezte Neuwirth Annamária, Szabadi Mihály; Ifjúsági Lap- és Könyvkiadó, Bp., 1986
- Foltin Jolán–Tarján T. Katalin: Játék és tánc az óvodában. Kísérleti szakanyag; Magyar Művelődési Intézet Néptáncosok Szakmai Háza, Bp., 1993
- Foltin Jolán–Tarján T. Katalin: Játék és tánc az óvodában; 3. jav. kiad.; Hagyományok Háza Népművészeti Műhely, Bp., 2001

## Díjai
- SZOT-díj (1979)
- Erkel Ferenc-díj (1984)
- Gyermekekért Díj (1988)
- Népművelésért Díj (1993)
- Magyar Művészetért Alapítvány díja (1995)
- Kossuth-díj (1995)
- az év koreográfusa (2002)
- Prima díj (2009)
- A Magyar Érdemrend középkeresztje (2015)
- A Nemzet Művésze (2015)[2]